# كأس ألبانيا 1960
كأس ألبانيا 1960 (بالألبانية: Kupa e Republikës 1960‏) هو موسم من كأس ألبانيا. أشرف على تنظيمه اتحاد ألبانيا لكرة القدم، وفاز فيه دينامو تيرانا.